# Daniel Yule
Daniel Yule (Martigny, 18 februari 1993) is een Zwitserse alpineskiër. Hij vertegenwoordigde zijn vaderland op de Olympische Winterspelen 2014 in Sotsji en op de Olympische Winterspelen 2018 in Pyeongchang.

## Carrière
Yule maakte zijn wereldbekerdebuut in januari 2012 in Kitzbühel. In januari 2014 scoorde de Zwitser in Bormio zijn eerste wereldbekerpunten. Diezelfde maand behaalde hij in Kitzbühel zijn eerste toptienklassering in een wereldbekerwedstrijd. Tijdens de Olympische Winterspelen van 2014 in Sotsji werd Yule gediskwalificeerd op de slalom.
Op de wereldkampioenschappen alpineskiën 2015 in Beaver Creek wist de Zwitser niet te finishen op de slalom. In Sankt Moritz nam hij deel aan de wereldkampioenschappen alpineskiën 2017. Op dit toernooi wist hij niet te finishen op de slalom, samen met Wendy Holdener, Melanie Meillard, Camille Rast, Luca Aerni en Reto Schmidiger eindigde hij als vierde in de landenwedstrijd. In januari 2018 stond Yule in Kitzbühel voor de eerste maal in zijn carrière op het podium van een wereldbekerwedstrijd. Tijdens de Olympische Winterspelen van 2018 in Pyeongchang eindigde de Zwitser als achtste op de slalom. In de landenwedstrijd veroverde hij samen met Denise Feierabend, Wendy Holdener, Luca Aerni en Ramon Zenhäusern de gouden medaille.
Op 22 december 2018 boekte hij in Madonna di Campiglio zij eerste wereldbekerzege.

## Resultaten

### Olympische Spelen
| Jaar | Plaats      | Resultaten                  |
| ---- | ----------- | --------------------------- |
| 2014 | Sotsji      | DSQ Slalom                  |
| 2018 | Pyeongchang | 8e Slalom · Landenwedstrijd |
| 2022 | Peking      | 6e Slalom                   |

### Wereldkampioenschappen
| Jaar | Plaats             | Resultaten                    |
| ---- | ------------------ | ----------------------------- |
| 2015 | Beaver Creek       | DNF Slalom                    |
| 2017 | Sankt Moritz       | DNF Slalom 4e Landenwedstrijd |
| 2019 | Åre                | DNF1 Slalom · Landenwedstrijd |
| 2021 | Cortina d'Ampezzo  | 5e Slalom                     |
| 2023 | Courchevel-Méribel | 24e Slalom                    |
| 2025 | Saalbach           | DNF Slalom DNF Teamcombinatie |

### Wereldbeker
Eindklasseringen
| Seizoen   | Algm | SL    | RS  |
| --------- | ---- | ----- | --- |
| 2013/2014 | 88e  | 30e   | -   |
| 2014/2015 | 51e  | 16e   | -   |
| 2015/2016 | 50e  | 13e   | -   |
| 2016/2017 | 34e  | 11e   | -   |
| 2017/2018 | 22e  | 5e    | -   |
| 2018/2019 | 11e  | Brons | -   |
| 2019/2020 | 13e  | Brons | -   |
| 2020/2021 | 50e  | 16e   | 55e |
| 2021/2022 | 24e  | 6e    | -   |
| 2022/2023 | 17e  | 4e    | -   |
| 2023/2024 | 29e  | 7e    | -   |
| 2024/2025 | 42e  | 14e   | -   |

Wereldbekerzeges
| Datum            | Plaats               | Onderdeel     |
| ---------------- | -------------------- | ------------- |
| 18 maart 2016    | Sankt Moritz         | Team parallel |
| 22 december 2018 | Madonna di Campiglio | Slalom        |
| 15 maart 2019    | Soldeu               | Team parallel |
| 8 januari 2020   | Madonna di Campiglio | Slalom        |
| 12 januari 2020  | Adelboden            | Slalom        |
| 26 januari 2020  | Kitzbühel            | Slalom        |
| 22 december 2022 | Madonna di Campiglio | Slalom        |
| 22 januari 2023  | Kitzbühel            | Slalom        |
| 4 februari 2024  | Chamonix             | Slalom        |